# Dług (film 2011)
Dług (ang. The Debt) – amerykańsko-brytyjski film obyczajowy z gatunku thriller z 2011 roku w reżyserii Johna Maddena. Scenariusz do filmu został napisany przez Matthew Vaughna, Jane Goldman i Petera Straughana. Wyprodukowany przez Focus Features i Miramax Films. Jest to remake izraelskiego filmu Assafa Bernsteina Dług z 2007 roku.
Premiera filmu miała miejsce w 31 sierpnia 2011 roku w Stanach Zjednoczonych. W Polsce premiera filmu odbyła się 21 października 2011 roku.

## Fabuła
Akcja filmu rozgrywa się w roku 1997. Rachel i Stephan, dwoje emerytowanych agentów Mossadu, otrzymuje szokujące informacje na temat ich byłego współpracownika, Davida. Całą trójkę przez lata traktowano w Izraelu jak bohaterów narodowych za sprawą tajnej operacji przeprowadzonej w latach 1965-1966, kiedy jeszcze jako początkującym agentom udało się im wytropić w Berlinie Wschodnim nazistowskiego zbrodniarza wojennego Dietera Vogela, budzącego postrach „Chirurga” z obozu koncentracyjnego Birkenau.
Wówczas Rachel użyta została jako przynęta, dzięki czemu sieć wokół Vogela zaczęła się zaciskać. Jednak zupełnie nieoczekiwanie dla samej siebie musiała zmagać się z uczuciem, nad którym nie do końca potrafiła zapanować. Przy ogromnym ryzyku i kosztach osobistych misja zakończyła się oficjalnie wielkim sukcesem.
Ujawnione informacje sprawiają, że prestiż Mossadu zostaje wystawiony na ciężką próbę, a byli agenci będą musieli zapłacić dług z przeszłości. Pytanie jednak za co i dlaczego, skoro pobudki, jakie kierowały nimi w 1966 roku były jak najbardziej patriotyczne i szlachetne. Zaskakujące zwroty akcji i nieoczekiwane odkrycia zmuszają Rachel do wzięcia sprawy w swoje ręce. Musi stawić czoła demonom przeszłości. Pomimo upływu lat, pełni pasji i poświęcenia dla wykonywanego zawodu dawni agenci są gotowi ponownie poświęcić się dla kraju.

## Obsada
- Helen Mirren – Rachel Singer (1997), dawna agentka Mossadu
- Jessica Chastain – Rachel Singer (1965, 1970)
- Ciarán Hinds – David Peretz (1997), dawny agent Mossadu
- Sam Worthington – David Peretz (1965, 1970)
- Tom Wilkinson – Stefan Gold (1997), agent Mossadu oraz eksmąż Rachel
- Marton Csokas – Stefan Gold (1965, 1970)
- Jesper Christensen – Dieter Vogel (1965, 1997)
- Romi Aboulafia – Sarah Gold, córka Stefana i Rachel
- Melinda Korcsog – młoda Sarah
- Tomer Ben David – mąż Sarah
- Brigitte Kren – pani Bernhardt / pielęgniarka
- István Göz – Yuri Tiov
- Morris Perry – Ivan Schevchuk

i inni

## Zdjęcia
Zdjęcia realizowane były na terenie Węgier (Budapeszt), Izraela (Tel Awiw) i Anglii (Londyn).